# Old Dan Tucker
Old Dan Tucker, aussi connu sous le nom de Ole Dan Tucker, ou encore Dan Tucker, ainsi que d'autres variantes, est une chanson populaire américaine. Les paroles ont été écrites par l'auteur-compositeur et interprète Dan Emmett (en).  

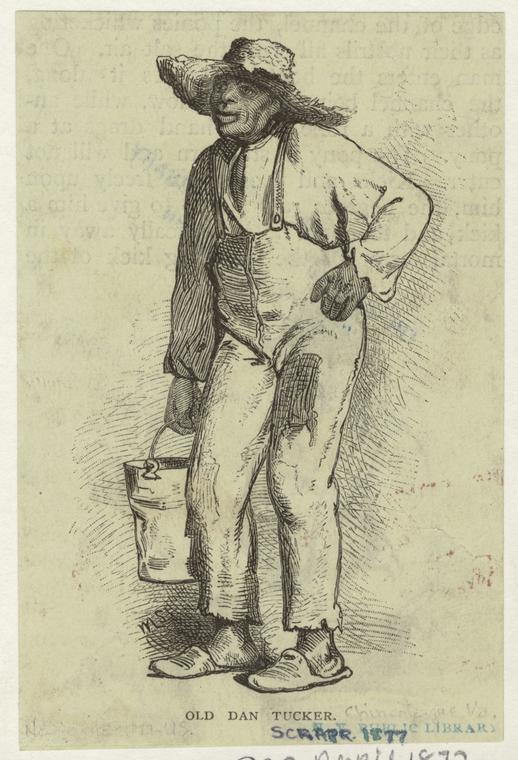
Illustration de 1877 dans le Scribner's Magazine représentant le personnage de Dan Tucker sous les traits d'un homme noir de la campagne.

La première édition de la partition de Old Dan Tucker est publiée en 1843. Les paroles racontent les exploits de Dan Tucker dans une ville étrange, où il se bat, boit, et mange trop.